# Schirasi (Volk)
Die Schirazi oder Schirasi (bzw. Shirazi), auch bekannt als Mbwera (suaheli: Washirazi), sind eine ethnische Gruppe, die an der Suaheli-Küste und auf den nahe gelegenen Inseln im Indischen Ozean lebt, insbesondere auf den Inseln Sansibar, Pemba und den Komoren. Ihre Ursprünge hängen mit Schiras und der südwestlichen Küstenregion des Iran zusammen. Die Schirasi sind bekannt dafür, dass sie zur Verbreitung des Islam an der Suaheli-Küste beitragen, ihre Rolle bei der Errichtung der lokalen persisch-arabisch-suahelischen Sultanate, ihren Einfluss auf die Entwicklung der Swahili-Sprache und den Reichtum, den sie durch den Handel mit Waren und Sklaven angesammelt haben. Die ostafrikanische Küste und die nahe gelegenen Inseln dienten als Handelsbasis. Während die Afro-Iraner im 19. Jahrhundert von Sklavenhändlern von der Suaheli-Küste nach Iran geschleppt wurden, sind die Schirasi Perser, die im Mittelalter an die ostafrikanische Küste kamen.
Heute sprechen sie aber Suaheli oder andere Bantusprachen, sind aber stolz auf ihre persischen Wurzeln. Ursprünglich waren sie muslimisch (schiitisch oder sunnitisch), heute gibt es durch die Kolonialisierung auch christliche Schirasi.